# Stop down
Con il termine Stop down, in fotografia  si intende la tecnica in cui il diaframma, in ogni istante, viene utilizzato chiuso ad un valore impostato dal fotografo. Questa tecnica si contrappone a quella di "preselezione" (preselection o preset), in cui il diaframma si chiude al valore impostato, solo nel momento dell'esposizione. La tecnica a preselezione può essere automatica o manuale, nel primo caso si parla di diaframma a preselezione automatica o diaframma automatico e non sono necessarie operazioni aggiuntive da parte del fotografo, nel secondo caso si parla di diaframma a preselezione manuale o semplicemente di diaframma a preselezione ed è necessario che il fotografo azioni uno specifico comando dedicato (pulsante o ghiera) per chiudere il diaframma al valore preimpostato: questa azione avviene normalmente dopo la messa a fuoco e poco prima dello scatto. 
Da notare c'è che le ottiche adattate ad altri corpi, tendenzialmente devono essere usate in stop down o in preset manuale, e che utilizzando la massima apertura non vi sono differenze operative tra le tre tecniche: il diaframma rimane sempre completamente aperto.
La tecnica preset automatica rappresenta un'importante evoluzione nella fotografia reflex degli anni settanta: gli obiettivi commercializzati da questo decennio in poi, che ne sono provvisti, riportano spesso esplicitamente la dicitura "auto".
Per estensione, nei sistemi reflex dotati di esposimetro TTL, la tecnica stop down implica necessariamente che la misurazione della luce sia effettuata con diaframma già chiuso al medesimo valore che avrà durante lo scatto, mentre la tecnica preset permette (ma non obbliga) la lettura esposimetrica a diaframma ancora completamente aperto, in questo caso il valore preimpostato dal fotografo è trasmesso in automatico per via meccanica o elettrica (ma in passato anche manualmente) all'esposimetro che può tenerne conto e fornire così il risultato corretto. Da tenere presente che permangono le differenze operative tra preset automatica e preset manuale.
La lettura esposimetrica a diaframma completamente aperto prende il nome di tutta apertura o full aperture, la conseguente tecnica di trasmissione ed elaborazione dati nell'esposimetro è denominata simulazione di diaframma.
La tecnica stop down con fotocamere reflex a singolo obiettivo (SLR), ha il notevole svantaggio di diminuire la luminosità del mirino durante la composizione e quello di rendere più difficile la messa a fuoco manuale: in queste condizioni, la chiusura del diaframma, aumenta la profondità di campo (PdC) ed il corretto piano di messa a fuoco è identificabile con maggiore difficoltà. Con le fotocamere reflex a doppio obiettivo (TLR o Biottica) o con quelle a mirino galileiano (tipo Leica M a telemetro), la luminosità del mirino resta la massima possibile, mentre è impossibile la pre-visione della PdC. Con le fotocamere mirrorless moderne, che hanno il mirino elettronico, la luminosità della scena ripresa, viene spesso compensata automaticamente, facilitando così l'uso di ottiche meno moderne e solitamente adattate; in questo caso è possibile avere anche una pre-visione della PdC. 
Anche le ottiche con sistema di messa a fuoco automatica (AF) sono progettati per lavorare a tutta apertura e comunque non funzionerebbero se il diaframma fosse chiuso oltre un limite definito, dipendente dalle specifiche di progetto (f/5.6 per Nikon e Canon, f6.3 per Sony Minolta e f8 per Pentax).
Per i motivi suddetti le macchine fotografiche moderne lavorano normalmente in auto-preset, su molti modelli è comunque possibile chiudere manualmente il diaframma al valore impostato per poter valutare la profondità di campo durante la composizione.
Il metodo stop down sopravvive in alcuni ambiti specifici ove per limitazioni tecniche o incompatibilità tra sistemi, la simulazione di diaframma (simulazione della profondità di campo) non è possibile, ad esempio negli obiettivi tilt and shift appartenenti a sistemi con simulazione ad accoppiamento meccanico, nell'impiego di tubi di prolunga e nell'utilizzo di anelli adattatori tra obiettivi e corpi di sistemi diversi, ecc.
Altro ambito di utilizzo è l'animazione a passo uno, dove il diaframma deve restare assolutamente immobile durante l'intera ripresa di un'inquadratura, ovvero mantenere la stessa apertura per non incorrere nel fastidioso "sfarfallio", una volta che i fotogrammi vengono visualizzati in sequenza.